# Iglesia de San Nicolás de Bari (Las Manchas)
La iglesia de San Nicolás de Bari está situada en Las Manchas y enclavada en la parte de arriba de lo que hoy es carretera y antes fue camino. Actualmente depende de la jurisdicción civil y eclesiástica de El Paso, en la isla de La Palma (Canarias, España). Entre los habitantes de La Palma es una iglesia relativamente famosa debido a que las lavas del volcán de San Juan se bifurcaron en 1949 antes de llegar a este pequeño templo, en lo que se consideró como intercesión milagrosa de la Virgen de Fátima. 

## Historia
En la isla de La Palma data la devoción a este Santo desde la primera mitad del siglo XVIII. El hijo tercero de los Señores Lilloot y Zuitland fue D. Nicolás Massieu Van Dalle y Rartz, Capitán de Infantería, Regidor perpetuo de la isla y Alguacil Mayor del Santo Oficio de la Inquisición, el que falleció el 14 de septiembre de 1696. En este mismo día, por la Real Justicia de la ciudad se abrió su testamento que había otorgado cerrado casi veinte años antes, el 12 de diciembre de 1676, ante el escribano Antonio Roque Casanova, Ayudante de Milicias y Veedor de la Gente de Guerra en La Palma. En el citado documento declara D. Nicolás que siempre había tenido grandes deseos de construir una ermita en honor del santo de su nombre en la hacienda que poseía en Las Manchas para lo que contaba con la debida autorización eclesiástica. A continuación manda a sus herederos que si su muerte acaeciera antes de edificarse el templo, estos o aquel al que le tocase aquellos terrenos en participación, tendría la obligación de acabar su construcción si estuviera comenzada o acometer su fábrica si no lo estuviera. Ordena además que había de ser de buena factura, hecha con aseo, tanto en su fábrica como en sus ornamentos. 
El fundador poseía un Cristo en su casa del Llano de Argual, el que mandó colocar en lo alto del retablo, y debajo, San Nicolás, San José y Nuestra Señora de Bonanza, dedicando a todos ellos celebración de misa en sus respectivas festividades. Las magníficas tallas mencionadas obedecen a un mismo estilo y escuela. Pudieran ser atribuidas, casi con certeza, a la gubia del imaginero sevillano Hita del Castillo (1714-1784). En esta Iglesia existe además una figura de la Virgen Milagrosa y otra de San Nicolás, ambas de nueva factura. La imagen de la Virgen fue la primera de esta advocación que tuvo La Palma. Su traída corrió a cargo de los Padres Paules para el templo del ex convento dominico, y de este, llevada posteriormente a Las Manchas por el Rvdo. Sr. D. José Pons ya que la obtuvo al contarse con otra en la ciudad, que hoy recibe culto en la parroquia matriz de El Salvador. La nueva imagen de San Nicolás suplió a la antigua, siendo aquella retirada de su sitio preferente y encontrándose actualmente en la sacristía. 
La ermita fue elevada a parroquia por el Excmo. y Rvdmo. Sr. Obispo de la Diócesis Fray Albino González y Menéndez Rejgada, en su Decreto del 18 de noviembre de 1929. Su primer párroco fue el venerable sacerdote D. José Pons y Comallonga (1875-1964). El Patronato de la fundación quedó en la descendencia de D. Nicolás Massieu Van Dalle y de su esposa Dña. Ángela María de Monteverde y Ponte, ostentando su representación en nuestros días la nobilísima Casa Massieu-Tello de Eslava. Señores que fueron de Villanueva de Valbuena de Sevilla.
Esta iglesia es además famosa porque en torno a las 9 de la mañana del 24 de junio de 1949, se registró en La Palma un hecho de triste recuerdo, el comienzo de la erupción del volcán al que se le dio el nombre de San Juan por tan señalada fecha. El 9 de julio siguiente, la corriente de lava se precipitaba sobre el pago de Las Manchas en diferentes ríos, bifurcándose uno de ellos hacia la parroquia de San Nicolás. Al día siguiente el brazo de fuego que se dirigía a la Iglesia dejó de avanzar, lo que se consideró como intercesión milagrosa de la Virgen de Fátima que salvo a este templo del siniestro. 

## Arquitectura
Exteriormente la ermita repite la estructura típica de estas edificaciones en las islas. La única cantería labrada se encuentra en el marco de sus puertas. Su cubierta exterior, sin embargo, ofrece una original particularidad, combinando en la nave los dos tipos de teja, la árabe y la denominada marsellesa o francesa. La primera cubre la mitad de la nave hacia los pies y la segunda la otra mitad. En su fachada está la puerta principal y única de acceso a la misma, es de madera nueva y se abre a dos hojas decoradas con cuarterones, aparece enmarcada por el característico arco toral de medio punto de cantería con sus impostas salientes decoradas con molduras. Encima de esta se eleva el típico balcón canario, en este caso descubierto, al igual que en todas las demás ermitas, apoyándose sobre seis canes, con su antepecho de cuarterones decorado con motivos de rosetas y balaustres torneados, encima el pasamanos con un perillón en su esquina derecha, faltando el de la izquierda; hacia él se abre una puerta adintelada de madera decorada con cuarterones y con un marco de cantería. El tejado esta rematado por una sencilla espadaña con un vano de medio punto, que alberga en su interior la campana, todo coronado por tres cruces de madera. 
El templo es de una sola nave, dividido por dos escalones de cantería y un gran arco toral de miedo punto labrado en piedra, que da paso al altar mayor. El arco descansa sobre sendas pilastras de impostas salientes, con los bordes limitados por dos baquetones; en la unión con la imposta aparecen dos adornos en forma de hojas o lengüetas cuyo motivo se vuelve a repetir en el arranque del arco que lleva el mismo adorno que la pilastra. Tiene también un coro, situado a los pies de la nave y encima de la puerta principal, hacia él se accede por una escalera situada al lado derecho con sus dos primeros escalones de piedra y el resto de madera; se eleva sobre dos columnas de madera con sendas basas labradas en cantería; su tribuna se desarrolla en tres tramos, posee un antepecho de cuarterones decorados con motivos vegetales de rosas y balaustres torneados. La cubierta o artesonado de la nave es la típica de par y nudillo, presentando la estructura de almizate y faldones laterales y estando reforzada por tirantes simples apoyados sobre sencillas ménsulas. La del presbiterio, independiente de la anterior, se desarrolla sobre planta rectangular; repite la misma estructura de par y nudillo en su almizate central y cuatro faldones; refuerza su estructura pequeños y sencillos tirantes de madera en cada una de sus esquinas. Su suelo es de mosaicos modernos aunque sigue conservando la cantería de sus escalones. A ambos lados del altar mayor hay dos puertas, la de la derecha que da paso a la sacristía y la de la izquierda, que actualmente está tapiada, que comunicaba con otra sacristía de construcción reciente a la que se le ha ido abajo el techo conservándose solo sus muros; las dos puertas son gemelas y están situadas simétricamente una frente a la otra, sus dinteles son de piedra con un dovelaje no muy ancho y alto, presentando todo el aspecto de una estética arquitectónica que se difundió en las primeras décadas del siglo XIX. Su actual sacristía, aunque haya sido remodelada, conserva los muros de la primitiva; está dividida en su interior por pequeños tabiques y tiene acceso directo desde el exterior por una pequeña puerta con dos hojas de madera que da hacia el sur, adintelada y con un marco de cantería; delante de ella se ha intentado hacer otra habitación que ha quedado de patio ya que sólo están sus muros pintados de blanco; en el que da al poniente hay una puerta de dos hojas de madera que comunica con el exterior y en una de sus esquinas crece un árbol. 

## El Chorro de La Ermita
En esta zona de la isla las lluvias son escasas y sólo se podía almacenar el agua en aljibes, para después racionarla durante todo el año. Si habían sequías, los vecinos se veían obligados a traer el agua de las diferentes fuentes de la Cumbre o desde los chorros públicos de otras poblaciones. Esto fue así hasta que a principios del siglo XX, el campesino José Antonio Jiménez “Patachueca” (1873-1946), tuvo la iniciativa de construir una tubería desde hasta el chorro de la que se colocaría frente a la ermita. La obtención del los fondos fue muy complicados, ya que se aportaba lo que se pudiese voluntariamente. Pero el 15 de abril de 1912, el agua llegaría a la ermita.